# Bert Christiansson
Bert Olov Daniel Christiansson, född 18 april 1939 i Annedals församling i Göteborg, är en svensk företagare och sångare.
Bert Christiansson gav tillsammans med Jan Erixon ut flera skivor med andlig musik på 1960-talet. Tillsammans med Lennart Christiansson bildade duon Västkusttrion. Senare slog sig Bert Christiansson samman med kusinen Ralf Antblad, med vilken han släppte ytterligare ett par skivor. Han har också samarbetat med musikern Emanuel "Mani" Mattsson. I dag är Christiansson engagerad i musiklivet i Pingstkyrkan, Sollentuna.
Christiansson har varit yrkesverksam inom export i många år och driver eget företag. Han är också kommunpolitiker för Kristdemokraterna i Sollentuna kommun.

## Diskografi i urval
- 1965 – Jan och Bert sjunger och spelar
- 1966 – Jan och Bert
- 1967 – Västkusttrion Jan Erixon, Bert och Lennart Christiansson till Emanuel Mattssons ensemble
- 19?? – Jesus har frälst min själ, tillsammans med Ralf Antblad (Cymbal)
- 1969 – En stor och underbar Gud, tillsammans med Ralf Antblad (Hemmets Härold)